# Cirrhilabrus melanomarginatus
Cirrhilabrus melanomarginatus es una especie de peces de la familia Labridae en el orden de los Perciformes.

## Morfología
Los machos pueden llegar alcanzar los 13 cm de longitud total.

## Distribución geográfica
Se encuentra al sur de Taiwán, Luzón (Filipinas) y el Mar de la China Meridional.